# هدر دیویس
هدر دیویس (انگلیسی: Heather Davis؛ زادهٔ ۲۶ فوریهٔ ۱۹۷۴) قایقران روئینگ اهل کانادا است.